# Polyrhachis concava
Polyrhachis concava é uma espécie de formiga do gênero Polyrhachis, pertencente à subfamília Formicinae.